# سارا سوکولوویچ
سارا سوکولوویچ (انگلیسی: Sarah Sokolovic؛ زادهٔ ۱۹۸۰) بازیگر اهل ایالات متحده آمریکا است. وی از سال ۲۰۱۱ میلادی تاکنون مشغول فعالیت بوده‌است.
از فیلم‌ها یا برنامه‌های تلویزیونی که وی در آن نقش داشته‌است می‌توان به زندگی غیرمنتظره، هوملند، هفت تکه از زمان و دروغ‌های کوچک بزرگ اشاره کرد.